# World Bicycle Relief
A World Bicycle Relief é uma organização internacional sem fins lucrativos sediada em Chicago, Illinois, especializada em programas abrangentes de distribuição de bicicletas em larga escala para ajudara aliviar a pobreza em países em desenvolvimento ao redor do mundo. Os seus programas concentram-se principalmente em educação, desenvolvimento económico e assistência médica. Em maio de 2024, a World Bicycle Relief distribuiu 811.188 bicicletas em 21 países e formou mais de 3.501 mecânicos de bicicletas no mundo em desenvolvimento. No seu maior programa, o programa Bicicletas para o Empoderamento Educacional, quase 70 por cento das bicicletas dos estudantes são destinadas a estudantes do sexo feminino.

## Contexto
Estudos realizados em África (Uganda e Tanzânia) e no Sri Lanka em centenas de agregados familiares demonstraram que uma bicicleta pode aumentar o rendimento das famílias até 35%. O transporte, se analisado pela análise de custo-benefício para o alívio da pobreza rural, tem proporcionado um dos melhores retornos neste sentido. Por exemplo, os investimentos em estradas na Índia foram surpreendentemente 3 a 10 vezes mais eficazes do que quase todos os outros investimentos e subsídios em economias rurais na década de 1990. O que uma estrada faz em nível macro para aumentar o transporte, a bicicleta apoia em nível micro. A bicicleta, nesse sentido, pode ser um dos melhores meios para erradicar a pobreza em países em desenvolvimento.
A World Bicycle Relief foi fundada em 2005 pelo cofundador e vice-presidente executivo da SRAM, F.K. Day, e a sua esposa, a fotógrafa documentarista Leah Missbach Day, após o tsunami de dezembro de 2004 no Oceano Índico. Day e a sua esposa viajaram para o Sri Lanka para testemunhar os esforços de ajuda local. Em discussões com grupos de ajuda no terreno, eles perceberam o valor potencial que um programa de distribuição de bicicletas poderia proporcionar e, assim, criaram a World Bicycle Relief. A World Bicycle Relief fez então uma parceria com a World Vision e um fabricante local para produzir e distribuir bicicletas especialmente concebidas para se adaptarem às necessidades e ao terreno dos destinatários, um formato que mais tarde utilizariam noutros projetos.
A World Bicycle Relief tem entidades de angariação de fundos nos Estados Unidos, Canadá, Alemanha, Reino Unido, Suíça e Austrália.

## Principais características

### Bicicletas especialmente projetadas

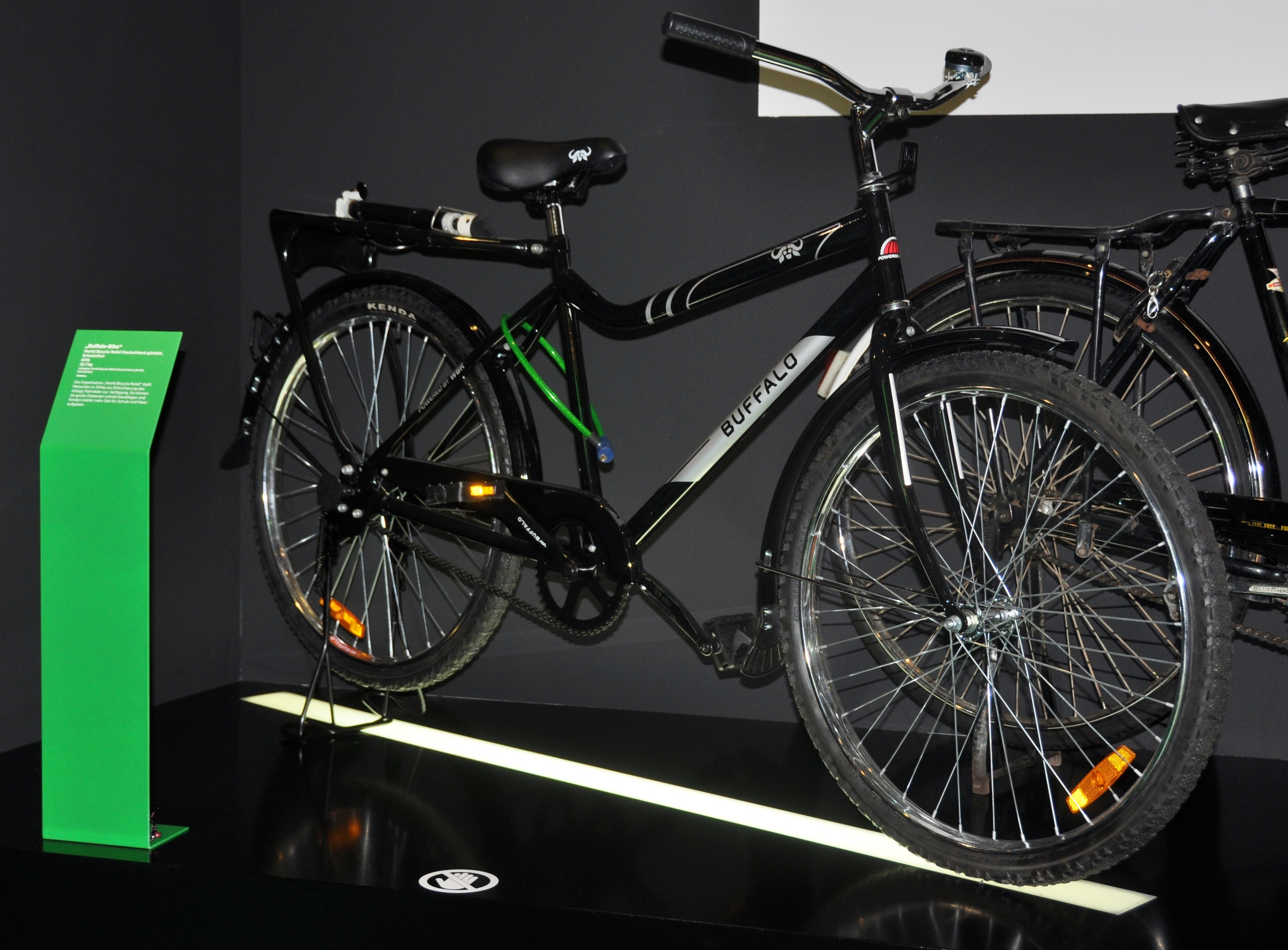
Buffalo Bicycle.

A World Bicycle Relief projeta bicicletas específicas para o ambiente em que serão distribuídas. A bicicleta WBR é conhecida como Buffalo Bicycle devido à sua resistência e durabilidade. O WBR Buffalo tem um freio de contrapedal para segurança e durabilidade e pesa 23 kg, incluindo bagageira traseira e para-lamas. Pode transportar uma carga de 100 kg. O quadro e o garfo são feitos de aço de calibre 16 de grandes dimensões, e as rodas têm 32 e 40 raios de calibre 13, na dianteira e na traseira, respetivamente, com aros de aço de calibre 18. As bicicletas são montadas em três instalações da WBR em África — uma em Harare, no Zimbabué, uma em Lusaka, na Zâmbia, e uma em Kisumu, no Quénia — para reduzir custos, estar perto do utilizador final e garantir a compatibilidade das peças locais.

### Treino de mecânicos
Para garantir a manutenção contínua das bicicletas, a World Bicycle Relief implementou um programa de treinamento de manutenção. A WBR realiza treinamentos em grupos de 5 a 20 pessoas, que consistem num currículo que abrange manutenção de bicicletas, princípios de negócios e habilidades para a vida. Além disso, os mecânicos recebem ferramentas e uniformes de alta qualidade para bicicletas. Até Fevereiro de 2020, 2.300 mecânicos foram formados e equipados para fazer a manutenção de bicicletas nas suas comunidades na Zâmbia, Zimbabué, Quénia e Uganda. Além disso, a World Bicycle Relief está a trabalhar com mecânicos interessados para estabelecer os seus negócios com fornecimento de peças de reposição para ajudar a aumentar o fornecimento de peças na África Subsaariana rural.

## Projetos

### Bicicletas para o Programa de Empoderamento Educacional (BEEP)
Lançado em junho de 2009, o Programa Bicicletas para Empoderamento Educacional (BEEP) é uma iniciativa educacional em parceria com o Ministério da Educação da Zâmbia, organizações comunitárias e diversas ONG internacionais. O seu objetivo é fornecer 50.000 bicicletas a crianças em idade escolar e professores em distritos rurais da Zâmbia, a fim de melhorar o acesso à educação, reduzindo o tempo de deslocação. 70% dessas bicicletas são destinadas a estudantes, enquanto 30% são para professores, líderes comunitários e mecânicos de bicicletas. 70% das bicicletas dos estudantes são atribuídas às raparigas estudantes, em reconhecimento dos seus desafios únicos no acesso à educação, como as tarefas domésticas, as questões de segurança e as perspetivas de casamentos precoces. Os primeiros relatórios sobre o programa mostram um aumento na percentagem de crianças que concluem a escolaridade para 88% nas escolas BEEP, em comparação com a média nacional de 60%. Cada beneficiário recebe treinamento básico sobre manutenção e segurança de bicicletas e assina um contrato de compromisso ao receber sua bicicleta.

### Projeto Zâmbia
De 2006 a 2009, a World Bicycle Relief fez uma parceria com a RAPIDS (Reaching HIV/AIDS Affected People with Integrated Development and Support), uma coligação de organizações de assistência financiada pela USAID e liderada pela World Vision, para abordar a crise do HIV/AIDS na Zâmbia, fornecendo 23.000 bicicletas para voluntários de cuidados domiciliares comunitários, educadores de prevenção de doenças e famílias vulneráveis. As bicicletas fornecidas permitiram que a RAPIDS não apenas atendesse um número maior de pessoas, mas também facilitasse um maior nível de cuidado prestado àqueles que estavam sendo atendidos, já que os trabalhadores puderam fazer visitas mais frequentes e também ter um impacto mais significativo na sua interação com os doentes crónicos. Entre os resultados quantitativos deste programa está a descoberta de que, desde a participação da World Bicycle Relief no RAPIDS, a retenção de cuidadores aumentou para 97%, um aumento acentuado em relação aos estágios anteriores. A World Bicycle Relief também treinou mais de 470 mecânicos.
Um elemento-chave deste programa é a bicicleta "culturalmente apropriada", especialmente projetada para atender às necessidades das populações locais e suportar o terreno africano. A bicicleta de velocidade única, pesando 25 kg, é equipada com um rack de alta resistência capaz de transportar 100 kg, pneus de nylon automotivos, travões de retropedalagem, raios reforçados e uma estrutura construída com tubos de aço de calibre mais alto.

### Projeto CHAI
A World Bicycle Relief, em apoio à CHAI (Iniciativa da Fundação Clinton para o HIV/AIDS), forneceu 300 bicicletas para pessoas no Ruanda, Quénia, Etiópia, Moçambique, Tanzânia e Lesoto para ajudar iniciativas específicas de HIV/AIDS em África. As bicicletas foram fornecidas a profissionais de saúde que atendem às necessidades médicas de pessoas vivendo com HIV/AIDS, mentores que trabalham com órfãos e crianças vulneráveis e educadores que ensinam prevenção de doenças.

### Assistência a desastres
Em parceria com a World Vision, a Trek Bicycle e o governo local, a World Bicycle Relief forneceu 243.676 bicicletas no Sri Lanka para homens, mulheres e crianças mais necessitadas após o tsunami de 2004 no Oceano Índico. O processo de seleção incluiu necessidades económicas e comerciais básicas, distância do trabalho e distância das escolas. Um relatório independente concluiu que quase 90% dos beneficiários de bicicletas utilizavam as suas bicicletas para ganhar a vida.

### Iniciativas de microfinanças e empreendedorismo social

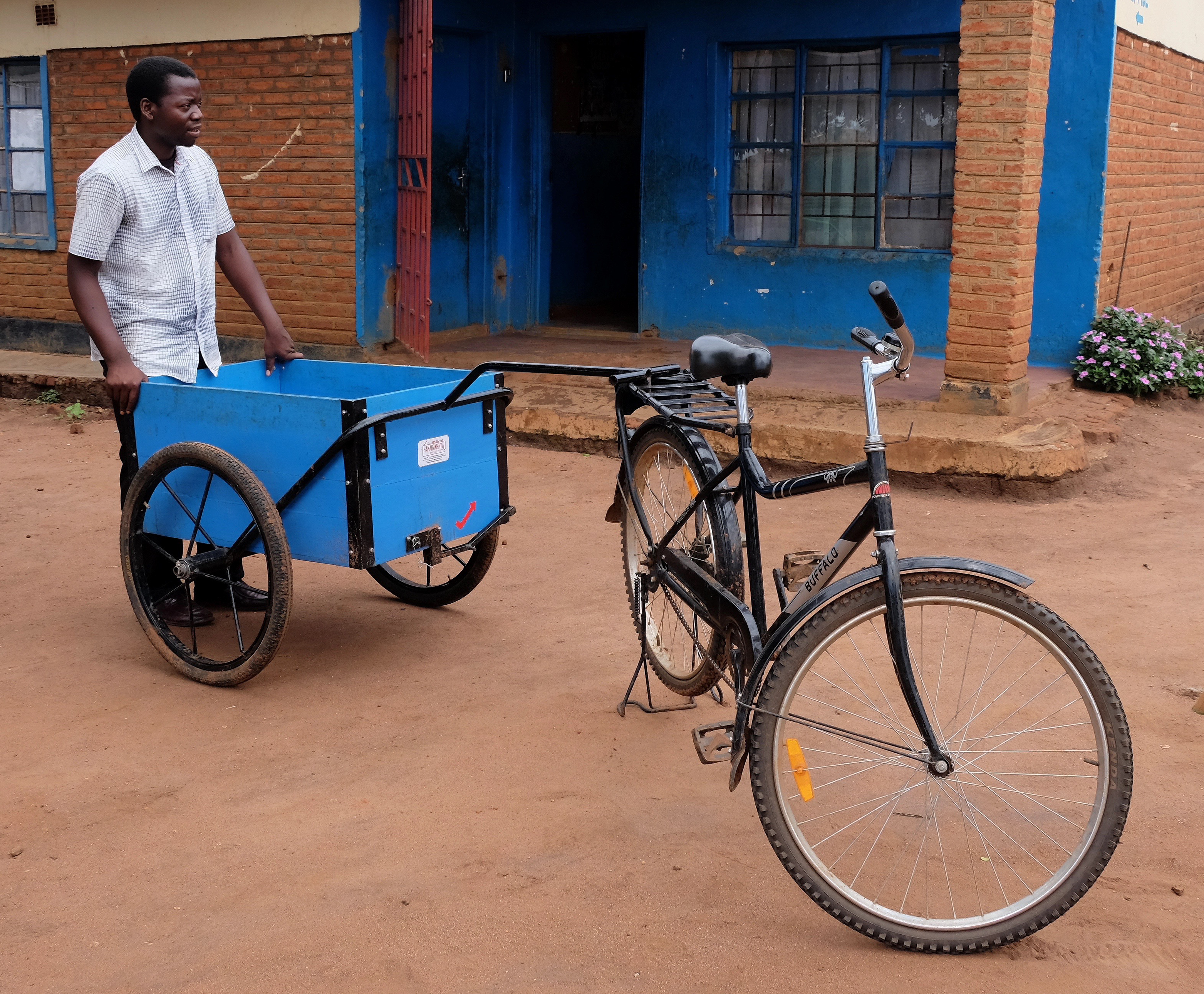
A Buffalo Bicycle, uma bicicleta robusta projetada pela World Bicycle Relief, e o Black Bull Cart, uma combinação de carrinho de empurrar e reboque de bicicleta para serviços pesados que pode transportar até 200 kg.

A World Bicycle Relief também fez parcerias com diversas instituições de microfinanças para permitir a venda da bicicleta WBR (a versão comercial da sua bicicleta especialmente projetada é chamada de "Buffalo Bike".) para indivíduos que não têm condições de comprar a bicicleta numa única transação.
Um exemplo do seu trabalho de microfinanças pode ser visto na Magoye Milk Co-operative, uma pequena organização de produtores de leite da Zâmbia, criada pela Land O'Lakes, Inc. Aqui, 299 produtores usam bicicletas Buffalo compradas à World Bicycle Relief para transportar os seus produtos lácteos para o depósito central, onde o leite é recolhido e transportado para uma fábrica de processamento de produtos lácteos. A aquisição destas bicicletas permitiu aos agricultores aumentar o seu potencial de transporte, reduzindo ao mesmo tempo o tempo (crucial no transporte do leite) e o dinheiro que os agricultores precisam de gastar na entrega dos seus produtos todos os dias.
Muitas organizações não governamentais e outras organizações de ajuda que abordam diversos problemas contam com a experiência da World Bicycle Relief em design de bicicletas. Como resultado, muitas organizações compraram bicicletas WBR para atender aos seus objetivos específicos. Estas organizações incluem a UNICEF (Zimbabué), CARE (Quénia), World Vision (Moçambique), Catholic Relief Services (Zâmbia), Wellshare International (Uganda) e o Programa Alimentar Mundial (Sul do Sudão).

## Parcerias para angariação de fundos
Para arrecadar fundos para os seus projetos, a World Bicycle Relief frequentemente faz parcerias com diversas organizações, eventos de ciclismo e atletas. No passado, a World Bicycle Relief fez parcerias com o Campeonato Mundial da UCI, Trek Bicycle, Tour of Britain, Giant Group, Jonas Deichmann, Raleigh Bicycle Company e outros.